# 니콘 D90
니콘 D90(Nikon D90)은 니콘이 2008년 9월 19일 발매한 디지털 일안 반사식 카메라 모델이다. 니콘 D80의 후속 모델이며, 동영상 녹화기능을 제공하는 세계 최초의 DSLR이다. D60과 D300의 중간모델이다.

## 동영상 녹화기능
니콘 D90은 세계 최초로 동영상 촬영기능이 제공되는 DSLR이다.
D90의 동영상은 최대 720p의 해상도와 초당 24프레임의 영상과 모노 음향으로 구성된 Montion-Jpeg 코덱 AVI 파일이다. 최대 해상도의 경우 1회당 최대 5분까지 연속촬영이 가능하며, 최저 해상도의 경우 1회당 최대 20분까지 촬영할 수 있다.

### 동영상 촬영기능의 한계
위에서 말한것처럼 일반 컴팩트카메라와 달리 1회당 촬영가능시간이 짧다. 동영상 촬영중엔 AF기능의 사용이 불가능하며, 렌즈의 MF링을 직접 돌려서 수동으로 초점을 맞추어야 한다. 촬영중엔 자동으로 노출이 결정되므로 광량변화를 달리해 명암전환등의 효과를 내는 것이 어렵다. 또, 촬영 중에는 조리개값을 바꾸지 못하며, 조리개값을 수동으로 조절 가능한 렌즈를 사용시엔 조리개링을 조작할 때 나는 특유의 클릭음이 동영상에 그대로 녹음되는 단점이 있다.

## 사진

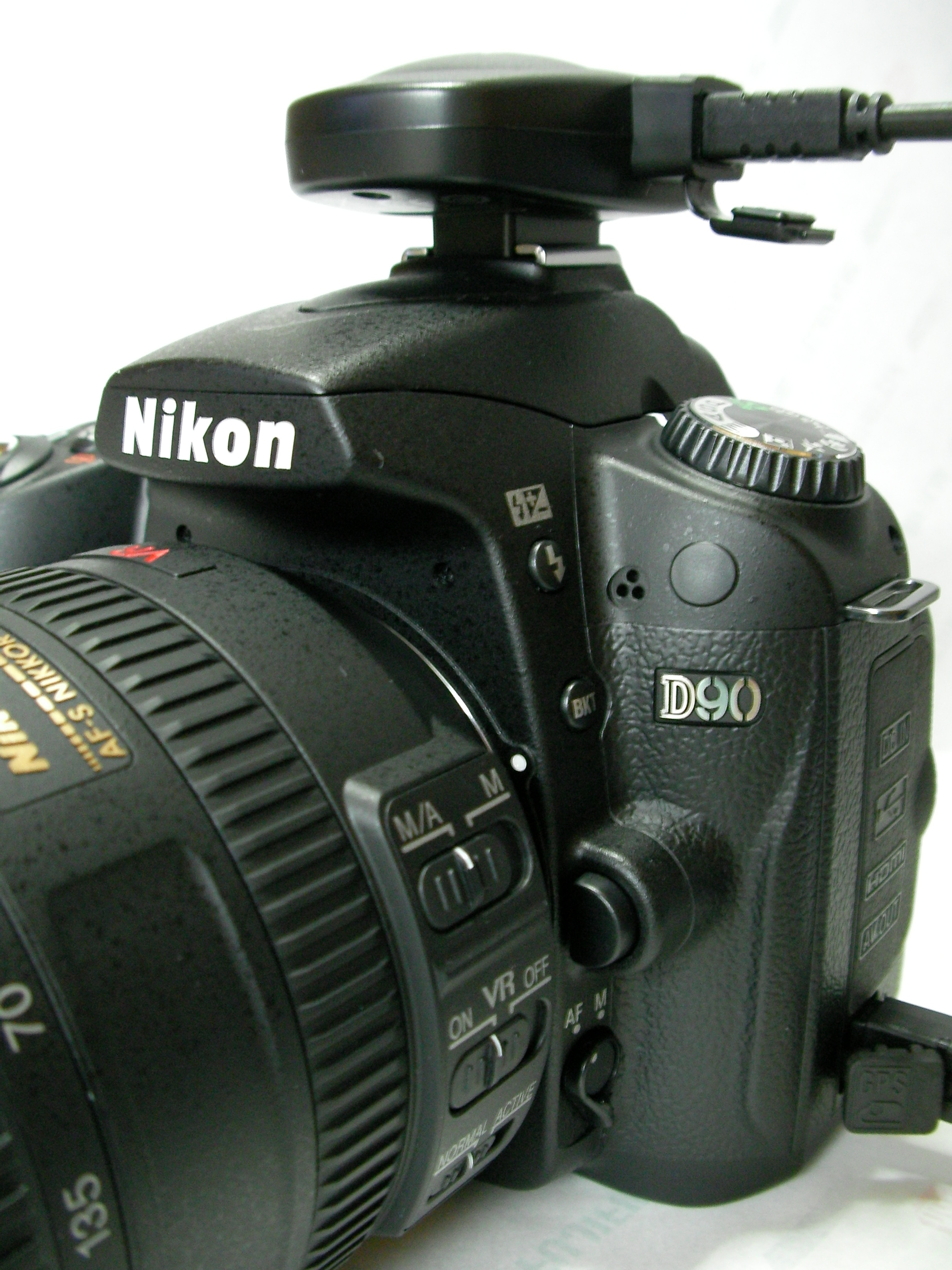
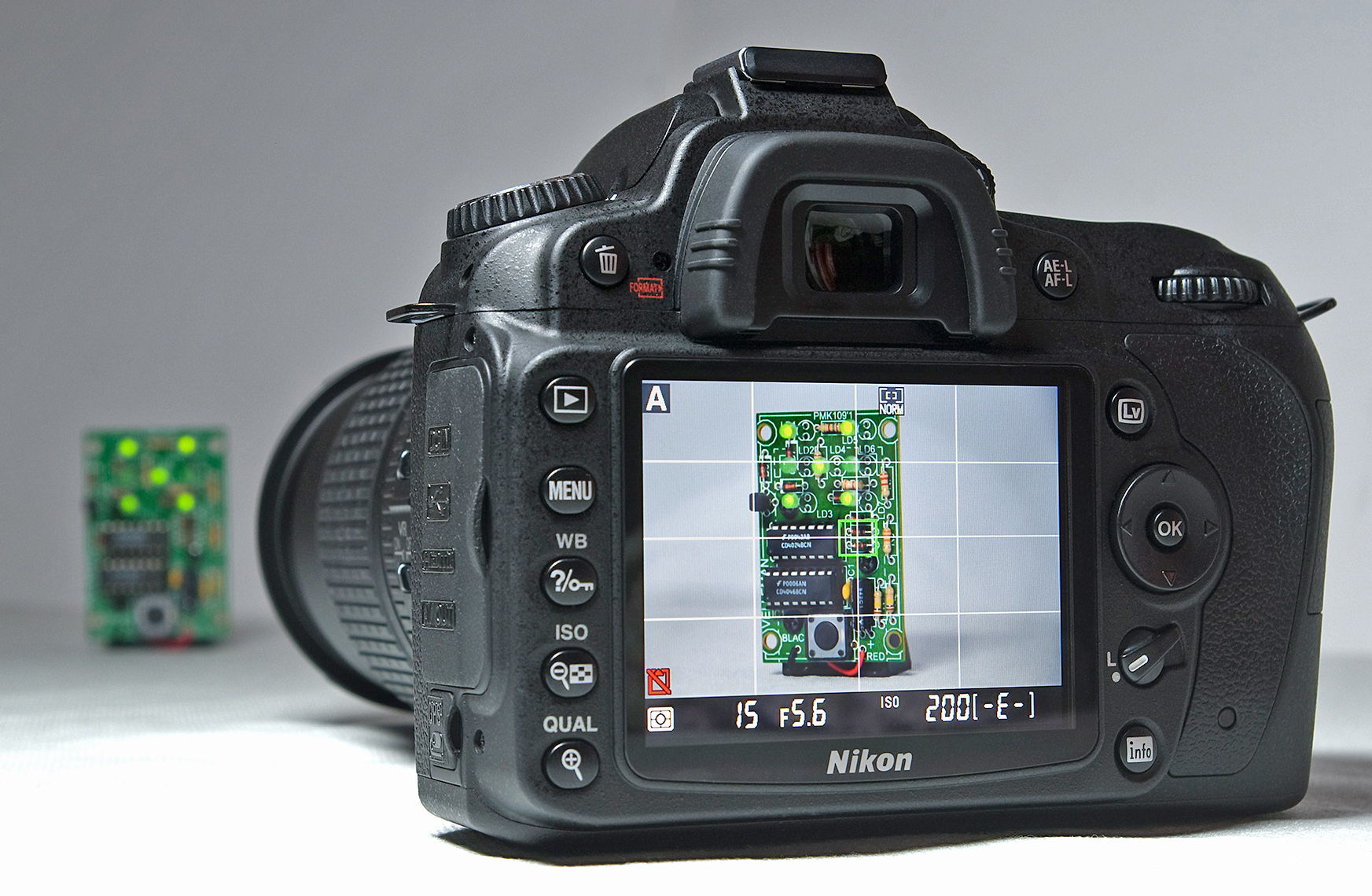
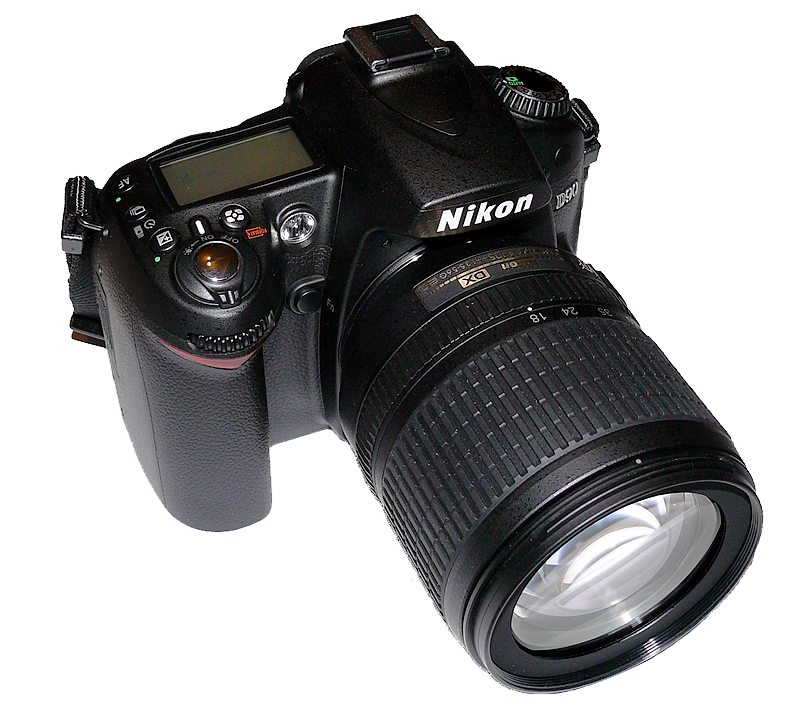
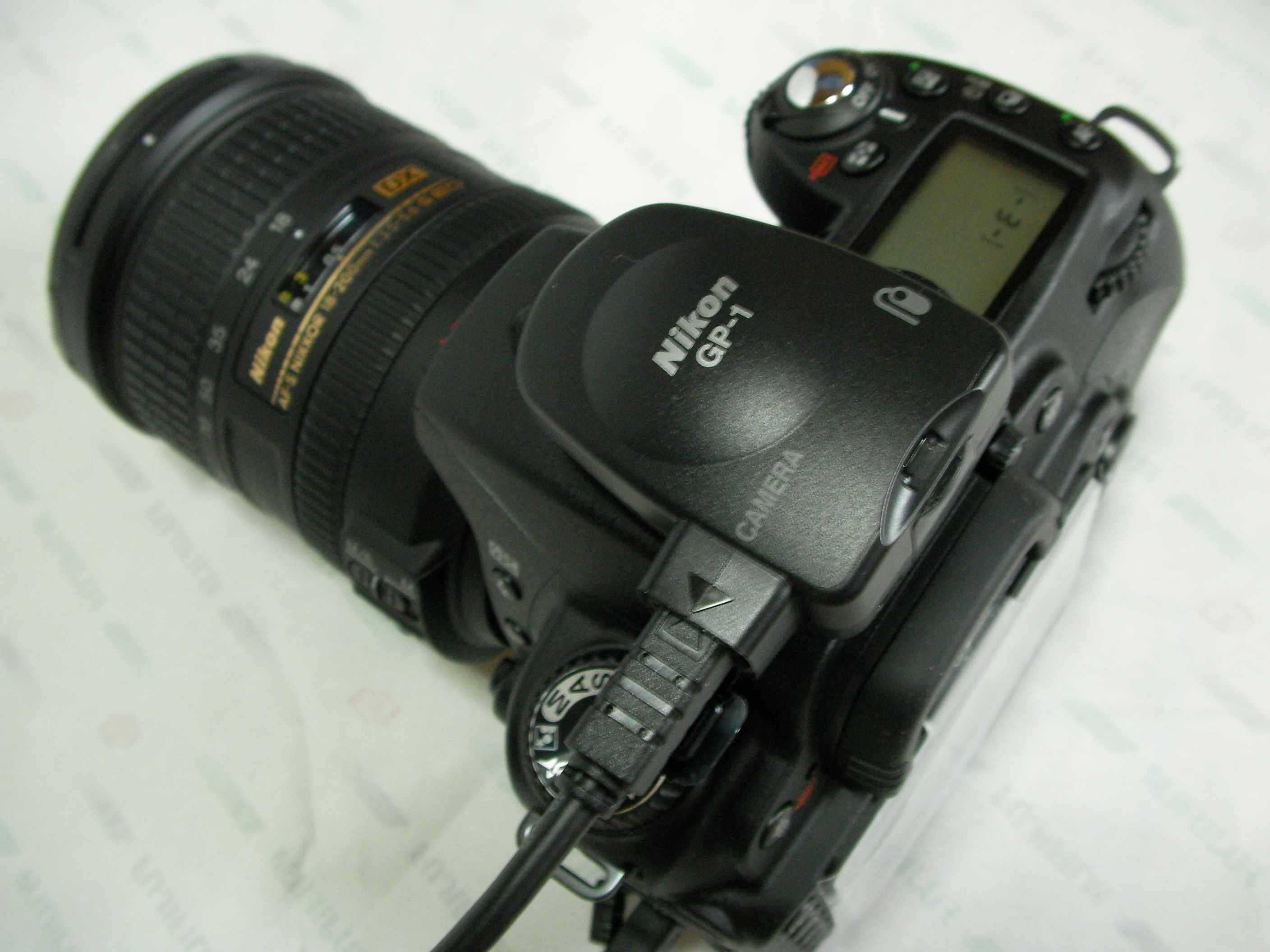
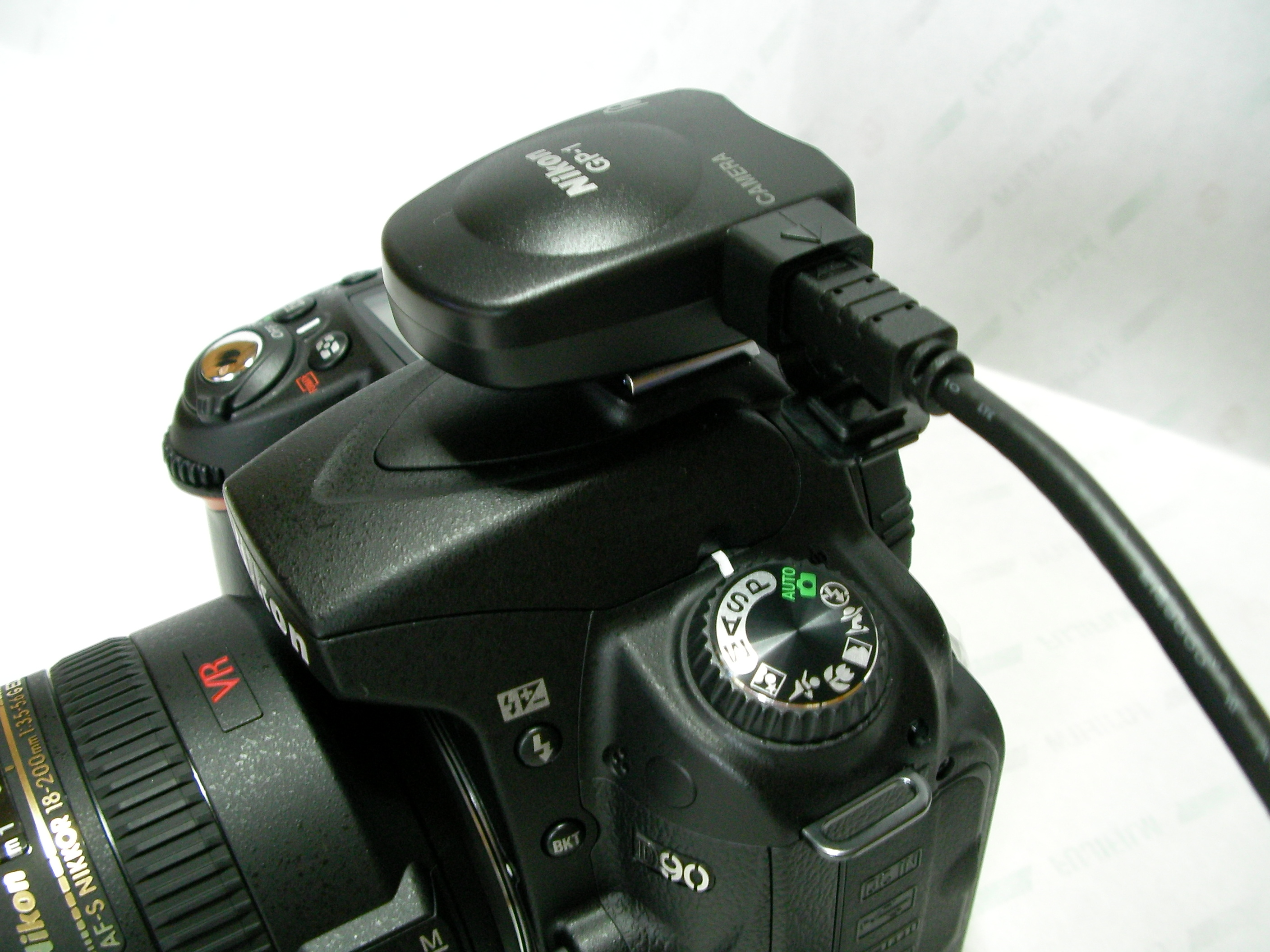